# Crit Luallen

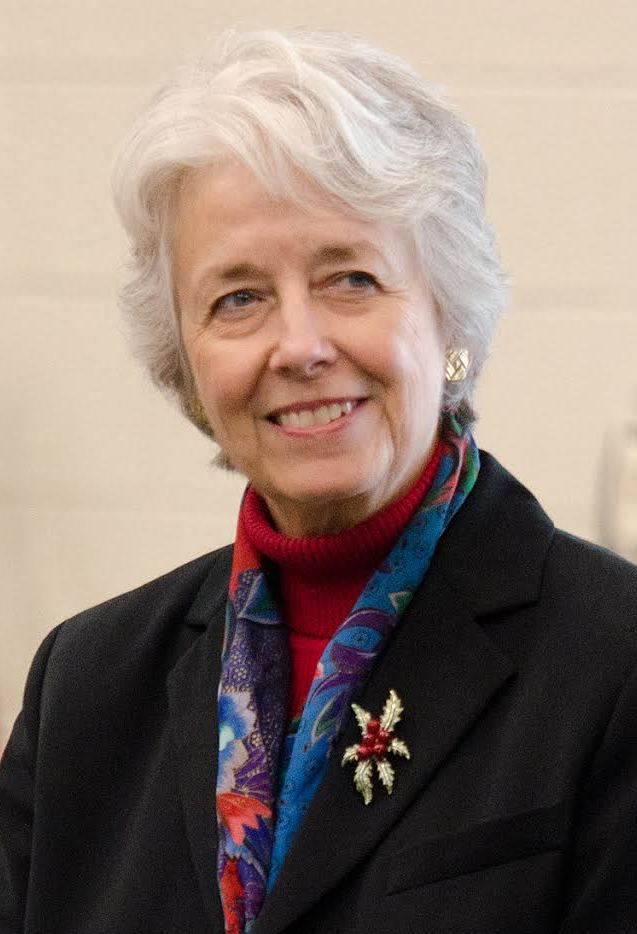
Crit Luallen (2014)

Eugenia Crittenden Blackburn „Crit“ Luallen (* 21. Juli 1952 in Frankfort, Kentucky) ist eine US-amerikanische Politikerin. Zwischen dem 13. November 2014 und dem 8. Dezember 2015 war sie Vizegouverneurin des Staates Kentucky.

## Werdegang
Crit Luallen besuchte die High School in ihrer Heimatstadt Frankfort und studierte danach am Centre College in Danville. Danach schlug sie als Mitglied der Demokratischen Partei eine politische Laufbahn ein. Seit 1974 arbeitete sie in verschiedenen Positionen für die Staatsregierung von Kentucky.  Zwischen 2003 und 2012 war sie State Auditor. Im November 2014 wurde sie von Gouverneur Steve Beshear zur neuen Vizegouverneurin des Staates ernannt. Das Amt war freigeworden, nachdem der bisherige Amtsinhaber Jerry Abramson als Director of Intergovernmental Affairs in den Stab von US-Präsident Barack Obama berufen worden war. Luallens Aufgabe war es, die angebrochene Amtszeit ihres Vorgängers bis zur nächsten regulären Wahl zu beenden. Nach der Wahl der neuen Vizegouverneurin Jenean Hampton erlosch ihr Mandat am 8. Dezember 2015.